# جمعیت هلال احمر افغانی
جمعیت هلال احمر افغانی نهادی خیریه بشردوست ملی و بین‌المللی است تحت اشراف فدراسیون بین‌المللی جمعیت‌های هلال احمر و صلیب سرخ خدمات بشردوستانه را برای آسیب دیدگان حوادث طبیعی و غیر طبیعی، انجام میدهد.